# Yvette (nouvelle)
Pour le recueil, voir Yvette (recueil).
Pour les articles homonymes, voir Yvette.
Yvette est une nouvelle de Guy de Maupassant, publiée en 1884.

## Historique
Yvette, nouvelle ayant pour cadre le monde des courtisanes, constitue une réécriture du récit Yveline Samoris, parue en 1882.  La nouvelle paraît pour la première fois dans le recueil homonyme en 1884.

## Résumé
L’héroïne, jeune fille naïve, tente de se suicider quand elle prend conscience qu’elle risque de devenir une demi-mondaine comme sa mère, la pseudo-marquise Obardi. Contrairement à Yveline (dans la nouvelle Yveline Samoris), Yvette survivra pour tomber sans doute dans les bras du viveur Servigny qui la convoitait depuis longtemps.

## Édition
- Yvette, dans Maupassant, Contes et Nouvelles, tome II, texte établi et annoté par Louis Forestier, éditions Gallimard, Bibliothèque de la Pléiade, 1979  (ISBN 978 2 07 010805 3)

## Adaptations
Au cinéma
- 1917 : Yvette, film muet soviétique de Victor Tourjansky ;
- 1927 : Yvette, film muet français d'Alberto Cavalcanti ;
- 1938 : Die Tochter einer Kurtisane (La Fille d’une courtisane), film allemand de Wolfgang Liebeneiner
- 1975 : El Vicio y la virtud (basé sur la nouvelle), film espagnol de Francisco Lara Polop, avec Lynne Frederick

À la télévision
- 1971 : Yvette, téléfilm français de Jean-Pierre Marchand (104 minutes) Le scénario d’Armand Lanoux reconstitue l’atmosphère de la Grenouillère et de son bal flottant, avec des couleurs très proches des tableaux impressionnistes ;
- 2011 : Yvette, épisode 3, saison 3, de la série télévisée française Chez Maupassant, réalisé par Olivier Schatzky, avec Anne Parillaud et Ana Girardot